# Hyadina freidbergi
Hyadina freidbergi är en tvåvingeart som beskrevs av Wayne N. Mathis och Tadeusz Zatwarnicki 2004. Hyadina freidbergi ingår i släktet Hyadina och familjen vattenflugor.
Artens utbredningsområde är Israel. Inga underarter finns listade i Catalogue of Life.